# Skerryvore
Skerryvore (do gaélico An Sgeir Mhòr, que significa “O Grande Escolho”) é uma ilha remota na costa oeste da Escócia, a 11
 milhas náuticas (20 quilômetros) a sudoeste de Tiree [en]. O farol de Skerryvore está situado nessas rochas e foi construído com certa dificuldade entre 1838 e 1844 por Alan Stevenson.
A uma altura de 48 metros, o farol é o mais alto da Escócia. A estação costeira ficava em Hynish, em Tiree (que agora abriga o Skerryvore Lighthouse Museum); as operações foram posteriormente transferidas para Erraid, a oeste de Mull. A localização remota fez com que os guardiões recebessem pagamentos adicionais em espécie.:181–182 O farol funcionou ininterruptamente de 1844 a 1954, quando um incêndio interrompeu as operações por cinco anos e foi automatizado em 1994.:109, 112

## Geologia
Em tempos pré-históricos, as rochas que hoje formam Skerryvore eram cobertas pelas camadas de gelo que se estendiam da Escócia até o Oceano Atlântico, além das Hébridas Exteriores. Após o último recuo do gelo, há cerca de 20.000 anos, o nível do mar estava até 120 m mais baixo do que atualmente. Embora o aumento isostático da terra torne a estimativa dos litorais pós-glaciais uma tarefa complexa, por volta de 14.000 anos AP é provável que o recife estivesse na extremidade sudoeste de uma grande ilha composta pelas modernas ilhas de Tiree e Coll [en] e as terras ao redor.:69
O aumento constante do nível do mar teria, então, isolado lentamente e, por fim, praticamente submergido os recifes de Skerryvore, uma barreira de inúmeros remanescentes metamórficos que se estendem por 13 quilômetros na direção sudoeste. Uma pesquisa detalhada realizada em 1834 listou mais de 130 rochas principais, incluindo Am Bonn Sligheach (Boinshley) (gaélico escocês: O fundo enganoso) e Am Bogha Ruadh (gaélico escocês: A rocha vermelha submersa).:150
As rochas foram desgastadas pela ação das ondas e são constantemente afetadas pelos respingos. Alan Stevenson escreveu: “O efeito do jet d'eau era, às vezes, extremamente belo, com a água sendo quebrada de tal forma que formava um pilar branco como a neve e opaco, cercado por um vapor fino no qual, durante a luz do sol, belos arco-íris eram observados”.
É um posto avançado isolado do arquipélago das Hébridas Interiores, composto de gnaisse Lewisiano, formado no éon pré-cambriano, e essas rochas estão entre as mais antigas da Europa.:105 Outro perigo para a navegação é uma anomalia magnética na área.

## Planejamento e construção do farol

### Pesquisas
Entre 1790 e 1844, mais de trinta navios naufragaram na área. Robert Stevenson, engenheiro-chefe da Northern Lighthouse Board (NLB), desembarcou no recife em 1804 e relatou a necessidade de algum tipo de farol no local. Em 1814, ele retornou na companhia de Sir Walter Scott e de um grupo de comissários da NLB.:98 Scott escreveu:
Perseverança tranquila por parte do Sr. S. e muitos solavancos, balanços e dificuldades por parte do iate, que parece gostar da ideia de Skerry Vhor tão pouco quanto os comissários. Por fim, com muito esforço, avistamos esse longo cume de rochas (principalmente embaixo d'água), no qual a maré quebra em um estilo tremendo. Há algumas rochas baixas e largas em uma extremidade do recife, que tem cerca de um quilômetro e meio de comprimento. Elas nunca ficam totalmente submersas, embora as ondas as atropelem [....] Será uma posição muito desolada para um farol, o Bell Rock e o Eddystone são uma piada para ele, pois a terra mais próxima é a ilha selvagem de Tyree, a 14 milhas de distância. Isso é tudo para Skerry Vhor.
Mais tarde, naquele ano, foi aprovado um Ato do Parlamento que permitia a construção de um farol, mas, apesar dos pedidos por um farol que chegavam quase que semanalmente à NLB, os acontecimentos prosseguiam lentamente. Foi somente em 1834 que Robert Stevenson retornou na companhia de seu filho Alan. Uma pesquisa minuciosa deixou claro que havia poucas opções de local. A maior área era uma rocha que media apenas 26 m² na maré baixa. As leituras da pressão das ondas indicavam que qualquer torre teria de suportar forças de 6.000 libras (2,72 toneladas) por pé quadrado (300 quilopascal). Houve sugestões de que uma torre de ferro fundido ou bronze poderia ser suficiente, mas Stevenson sênior escreveu que “nenhuma consideração pecuniária poderia, em minha opinião, justificar a adoção de um farol de ferro para Skerryvore”.:99:112:149 Em mais de uma ocasião, os inspetores tiveram que avisar os navios que passavam sobre o perigo. Um navio de Newcastle, cujos mapas mostravam apenas a rocha principal a algumas milhas de distância, foi abordado perto de Bo Ruadh. O capitão, alheio aos perigos, foi encontrado deitado à vontade, fumando um cachimbo, com sua esposa ao lado tricotando meias.:98-99:150-152
Mesmo assim, os comissários hesitaram, assustados com os possíveis custos, estimados por Robert Stevenson em £ 63.000. Eles criaram um Comitê especial para Skerryvore, cujos membros decidiram visitar o local em um barco a vapor para ver com os próprios olhos. Ao largo de Skerryvore, houve um incêndio na sala da caldeira que paralisou o navio. Ele foi extinto e não houve danos, mas a experiência pode ter sido persuasiva.:153
Alan Stevenson foi devidamente nomeado como engenheiro do projeto, com apenas 30 anos de idade. Ele projetou uma torre de 48 m de altura com uma base de 13 m, estreitando-se para apenas 4,9 m na galeria da lanterna. As seções mais baixas seriam sólidas, embora, com 8 m de altura, tivessem menos da metade da altura da base do farol posterior na vizinha Dubh Artach. No entanto, a estrutura pesaria 4.377 toneladas e o volume da base seria mais de quatro vezes maior do que toda a estrutura do farol de Eddystone e duas vezes maior do que o do Bell Rock. Com 151 degraus até o topo, seria o farol mais alto e mais pesado já construído em qualquer lugar do mundo moderno, e ainda hoje é um dos faróis mais altos do Reino Unido.:99:114

### Estação costeira

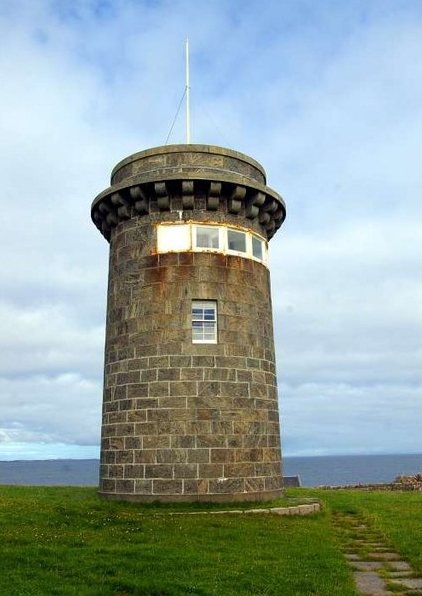
Torre de sinalização de Hynish, atualmente um museu

Hynish, em Tiree, foi a estação costeira inicial e o local de construção. Localizada no canto sudoeste de Tiree, sua proximidade com Skerryvore e a consequente abundância de produtos dos naufrágios fizeram com que os aluguéis fossem mais altos nesse local e no restante da costa oeste do que em qualquer outro lugar da ilha.:148 As obras das novas instalações começaram em 1837; blocos de granito foram extraídos de Mull e levados para a vila para serem cortados e moldados antes de serem enviados para o recife. Vários chalés para os guardiões foram construídos em 1844 com a mesma pedra, bem como um píer maciço e uma torre alta de granito para permitir a sinalização de e para o próprio Skerryvore. Stevenson observou que a atividade intensa no local contrastava com a “desolação e miséria” que ele imaginava ser o destino da população vizinha.:115

### Barracão e fundação

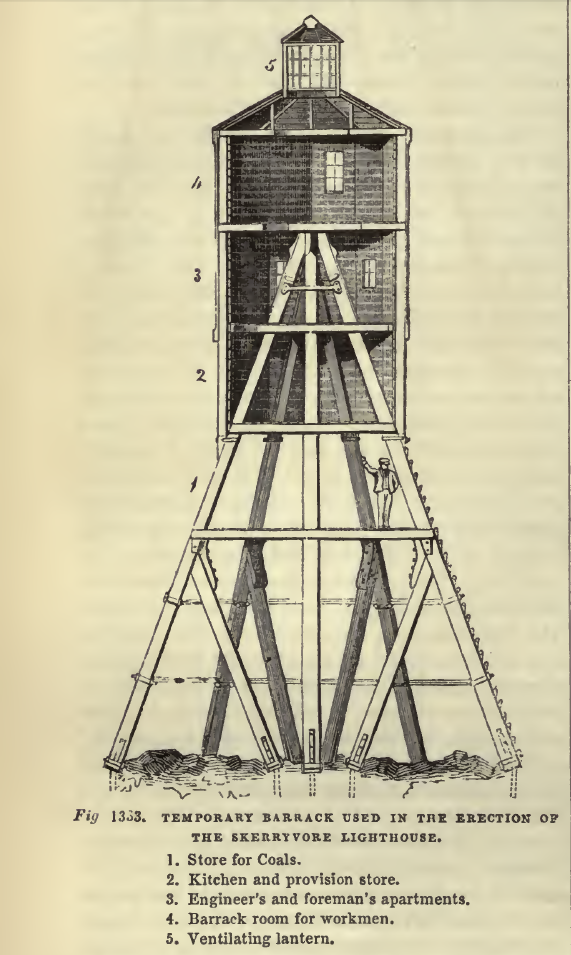
Barracão temporário usado na construção do farol de Skerryvore

Em 1838, 15.000 libras esterlinas, somente em salários, foram gastas na construção de um navio a vapor de 150 toneladas em Leith [en] para transportar trabalhadores e materiais para o recife. No entanto, as dificuldades não devem ser subestimadas. Embora Skerryvore esteja a 19 km de Hynish, está a 80 km do continente. O primeiro trabalho a ser realizado em Skerryvore foi a construção de uma estrutura de seis pernas sobre a qual foi colocada uma caserna de madeira para abrigar 40 homens. O edifício foi criado em Gourock antes de ser desmontado e reconstruído no local.:100
Os primeiros trabalhos na rocha começaram em 7 de agosto de 1838. Stevenson e 21 operários chegaram a bordo do veleiro Pharos e começaram a descarregar a barraca, cujas pernas maciças foram colocadas em buracos feitos na rocha. Depois de apenas dois dias, o local teve que ser abandonado devido a uma tempestade vinda do Atlântico. Passaram-se mais seis dias até que eles pudessem retomar a rotina de 16 horas de trabalho por dia, das 4h às 20h. Com medo de enjoo, muitos dos homens preferiram tentar dormir nas rochas úmidas do que no Pharos, que estava sempre rolando.:114:101
O trabalho para a temporada durou apenas até 11 de setembro, quando as bases do barracão já estavam seguras, mas não a estrutura principal. Menos de dois meses depois, Stevenson recebeu uma carta do lojista de Hynish, o Sr. Hogben. Ela começava: “Prezado senhor, lamento muito informá-lo de que o barracão erguido em Skerryvore Rock desapareceu totalmente”.:166 A estrutura havia sido destruída durante um vendaval em 3 de novembro e quatro meses de esforço haviam sido desperdiçados.:166 Stevenson contratou um barco para levá-lo para inspecionar os danos no mesmo dia em que recebeu essa notícia. Firme em sua autoconfiança, ele resolveu construir um substituto mais forte, porém idêntico. As obras começaram em abril de 1839 e, no início de setembro, o quartel concluído estava 18 m acima da rocha. A entrada era feita por escadas presas às pernas que levavam ao nível mais baixo, que continha uma cozinha. O nível intermediário continha duas cabines, uma para Stevenson e a outra para seu mestre de obras, enquanto o nível superior fornecia dormitórios para mais 30 a 40 homens.:102
O trabalho nas fundações do farol continuou até 30 de setembro. Um total de 296 cargas foi usado para remover 2.000 toneladas de rocha e Stevenson acreditava que a rocha era tão dura que o esforço envolvido era quatro vezes maior do que o necessário para perfurar o granito de Aberdeenshire. O trabalho correu bem, mas no final da segunda temporada, nenhum bloco havia sido colocado. No entanto, entre abril de 1839 e junho de 1840, 4.300 blocos foram formados, com a pedra doada pelo Duque de Argyll de pedreiras em Mull. A rocha bruta foi levada para Hynish, onde os blocos foram martelados e modelados. O maior pesava mais de 2,5 toneladas, o menor 800 kg e a precisão exigida significava que um único bloco poderia levar 320 horas de trabalho para ser concluído.:104-105

### Torre
O novo barracão resistiu à violência das tempestades durante o inverno de 1839-1840. O trabalho na rocha foi reiniciado em 30 de abril de 1840 e, após a chegada do novo navio a vapor Skerryvore, os blocos cuidadosamente fabricados começaram a chegar ao local. O primeiro foi colocado por John Campbell, 7º Duque de Argyll, em 4 de julho. Seu filho George escreveu mais tarde:
Essa visão está tão fresca em minha memória, após um intervalo de 57 anos, como se eu a tivesse visto ontem. As superfícies naturais da rocha eram irregulares no mais alto grau. Desgastada, quebrada e danificada pelas incontáveis eras do mais tremendo movimento das ondas e pela divisão da rocha ao longo das linhas de fissuras naturais, não parecia haver um metro quadrado de rocha que fosse toleravelmente nivelado. No entanto, em meio a essa superfície rasgada e fissurada, de repente nos deparamos com um magnífico piso circular de 12,8 m de diâmetro, tão nivelado quanto a água e tão liso quanto uma mesa de bilhar.:106:105
Logo, até 95 blocos por dia estavam chegando de Hynish, embora o clima continuasse a desempenhar seu papel. Durante o verão de 1840, o navio a vapor não conseguiu chegar ao recife por quatorze dias consecutivos e, em outra ocasião, não foi possível desembarcar por sete semanas, e os suprimentos começaram a escassear. Quando o trabalho foi interrompido novamente no outono, 800 toneladas de granito com 2,49 m de altura estavam em Skerryvore, e até 80 artesãos continuaram trabalhando nos blocos em Hynish durante todo o inverno.:106 As três primeiras camadas da base são de gnaisse duro de Hynish, e o restante é de granito de Ross of Mull.:116
O trabalho continuou durante os anos de 1841 e 1842, com um guindaste sendo usado para içar os enormes blocos à medida que a torre subia. O último foi erguido até o parapeito em julho de 1842. Robert Stevenson, então com 70 anos, visitou o local em sua última viagem anual de inspeção. As paredes na base têm 2,9 m de espessura e 0,61 m de espessura no topo. A sala de luz e a lanterna ficam acima de nove apartamentos com 3,7 m de diâmetro.:116 O custo total das obras realizadas pelo Northern Lighthouse Board foi de £86.977, incluindo o custo de estabelecer a estação costeira em Hynish, estimado em £13.000. É um crédito para Stevenson, seu capataz Charles Stewart e o capitão Macurich, o mestre de desembarque, que nenhuma vida tenha sido perdida durante a construção.:105, 108:116, 133

### Acabamento

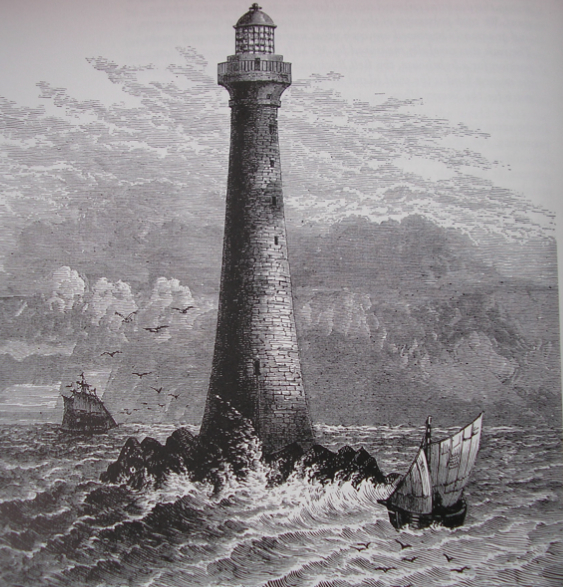
Gravura do farol do século XIX

A última fase do trabalho, em 1843, foi dedicada ao acabamento do interior. Naquela época, Alan havia se tornado engenheiro-chefe da NLB e o trabalho final foi realizado sob a supervisão de seu irmão Thomas. A luz, que tinha oito lentes girando em torno de uma lâmpada de quatro pavios com lentes piramidais acima e prismas refletores abaixo de cada uma, foi construída por John Milne, de Edimburgo. O maquinário estava pronto no início de 1844, mas demorou sete semanas para que a aterrissagem pudesse ser realizada na rocha. A lâmpada foi finalmente acesa em 1º de fevereiro e brilhou ininterruptamente pelos 110 anos seguintes.:116:107
Skerryvore foi a maior realização de Alan Stevenson, tanto do ponto de vista estético quanto de engenharia. Não obstante, ele escolheu uma curva hiberbólica para o contorno por motivos estilísticos.:163 Seu sobrinho Robert Louis o descreveu como “o mais nobre de todos os faróis de águas profundas existentes” e, de acordo com o Northern Lighthouse Board, “alguns afirmam que Skerryvore é o farol mais gracioso do mundo”.:146

## Guardas
Os riscos dos recifes ao redor são tão grandes que o farol normalmente não é acessado por navios. Entretanto, a conclusão do trabalho de construção não resultou no fim das dificuldades para os envolvidos em suas operações. O pouso mais fácil é em Riston's Gully, que cruza a rocha perto da torre. Uma aterrissagem sem ajuda foi descrita como “como subir pela lateral de uma garrafa”. Um sistema de cordas presas a um guindaste foi instalado para ajudar nessas operações perigosas.:114, 118 As estatísticas compiladas para as duas décadas de 1881 a 1890 mostraram que Skerryvore foi a região mais tempestuosa da Escócia. Houve um total de 542 tempestades com duração de 14.211 horas durante esse período.:175 Um guarda perdeu a audição por várias semanas, após ser atingido por um raio que o arremessou pela porta de entrada.:175
James Tomison, que se tornou guarda em 1861, escreveu sobre as migrações de pássaros visíveis da torre: “Centenas de pássaros estão voando em todas as direções, cruzando e re-cruzando o voo uns dos outros, mas nunca entrando em colisão, todos parecendo achar que a única maneira de escapar da confusão em que se meteram é através das janelas da lanterna”. Naquela época, havia sido instalado um sino de neblina, um dos dois únicos em operação na Escócia.:150, 187
As condições adversas enfrentadas pelos guardas fizeram com que eles recebessem pagamentos adicionais em espécie, mas a localização remota era adequada para alguns veteranos. Archibald McEachern foi guardião assistente por 14 anos, de 1870 a 1884, e John Nicol foi diretor de 1890 a 1903. Este último esteve envolvido em um resgate dramático quando o navio Labrador, que ia de Halifax, Nova Escócia, para Liverpool, encalhou no Mackenzie's Rock, nas proximidades, em 1899. Os botes salva-vidas foram tripulados e dois conseguiram chegar a Mull, mas um deles, com dezoito passageiros, chegou ao farol, onde foram cuidados por dois dias e meio até que pudessem ser levados para o continente. Não houve mortes e Nicol e seus dois assistentes foram elogiados pela NLB por seus esforços.:181-182
John Muir, que serviu como guardião da NLB por 39 anos no total, foi destacado para Skerryvore de 1902 a 1914. Ele ajudou a concluir uma nova “grade de aterrissagem”, como era chamada a fina passarela de metal, que possibilitou aterrissagens em condições anteriormente consideradas “sem esperança”. Ele assou seu próprio pão e scones e fez uma mesa incrustada e um tinteiro de mármore de Iona.:221

## Eventos pós-construção
Diversos dignitários visitaram o farol nos anos seguintes. William Chambers, o Lord Provost de Edimburgo, fez uma visita em 1866 e escreveu:
Eu estava interessado em conhecer o método de comunicação por sinais. Todas as manhãs, entre nove e dez horas, uma bola é içada no farol para indicar que tudo está bem em Skerryvore. Se esse sinal não for dado, uma bola é levantada em Hynish para perguntar se há algo errado. Se não houver resposta quando a bola for içada, a escuna, retirada às pressas de sua doca molhada, é lançada ao mar e se dirige ao farol.... Perguntei qual era a altura das ondas que subiam pela lateral da torre durante as tempestades mais severas e fui informado de que, às vezes, elas subiam até a primeira janela, ou cerca de 15 metros acima do nível das rochas; no entanto, mesmo com esses terríveis tumultos de vento e ondas, o edifício nunca se abalou e não houve qualquer apreensão de perigo.:108-109
A semelhança visual entre Skerryvore e Dubh Artach, a 32 quilômetros a sudeste, levou a NLB a pintar uma faixa vermelha distinta ao redor da seção central da última em 1890.:155 A Hynish Shore Station tinha a vantagem da proximidade do local durante o período de construção. Entretanto, o pequeno porto oferecia pouco abrigo para a navegação. Os guardiões operaram nesse local até 1892, quando as operações foram transferidas para Erraid, adjacente à Ilha de Mull. Com exceção da torre de sinalização, o terreno e os edifícios em Tiree foram vendidos a George Campbell, 8º Duque de Argyll, que havia testemunhado a colocação da primeira pedra em Skerryvore cinquenta e dois anos antes. Um navio a vapor com pás, Signal, construído por Laird of Greenock em 1883, foi baseado em Erraid para operações de socorro.:193 A estação costeira foi transferida para Oban na década de 1950.:278

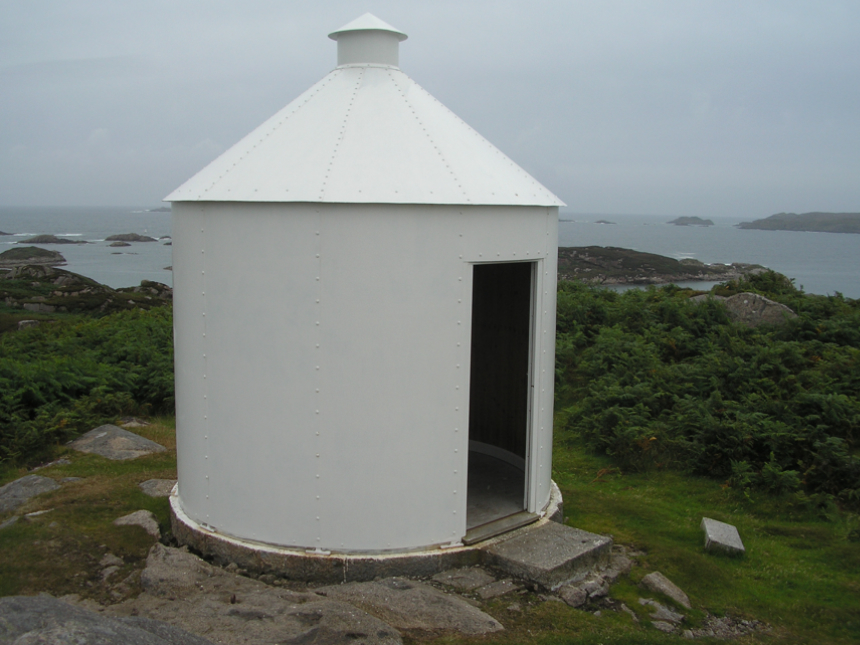
Observatório Erraid, com vista para Skerryvore

Em 1916, os submarinos alemães SM U-71 e SM U-78 colocaram minas nas proximidades da rocha. Em julho de 1940, durante a Segunda Guerra Mundial, um avião alemão que passava pelo local lançou uma bomba. A explosão rachou dois vidros da lanterna e quebrou um dos painéis incandescentes.:229
Um incêndio desastroso começou no sétimo andar na noite de 16 de março de 1954 e se espalhou para baixo. Os guardiões não tiveram tempo de dar o alarme e foram expulsos do farol para as rochas, mas foram resgatados no dia seguinte quando o navio de socorro chegou como parte de sua programação regular. O calor do incêndio causou danos ao interior e à estrutura, e um navio de iluminação e uma série de luzes temporárias foram instalados durante a reconstrução. Três novos geradores foram colocados no farol para fornecer uma fonte de luz elétrica, e a lanterna foi reacesa em 6 de agosto de 1959.:109
Um heliponto foi construído em 1972 para permitir que viagens de socorro fossem realizadas sem a necessidade de aterrissagens perigosas no mar. O farol está totalmente automatizado desde 31 de março de 1994 e é monitorado por meio de um link de rádio para o farol de Ardnamurchan [en].:112 O Northern Lighthouse Board, que tem sua sede na 84 George Street em Edimburgo desde 1832, monitora remotamente o farol.
A torre de Hynish foi convertida para abrigar o Skerryvore Lighthouse Museum, administrado pela Hebridean Trust, que também restaurou o píer. Agora é possível visitar Skerryvore com a Tiree Sea Tours, sediada em Tiree.